# Karol Olbracht Austriacki
Karol Olbracht Austriacki, Karl Albrecht Nikolaus Leo Gratianus von Österreich, później: Karl Albrecht Habsburg-Lothringen, od 1919 – Karol Olbracht Habsburg-Lotaryński (ur. 18 grudnia 1888 w mieście Pula, zm. 17 marca 1951 w Österviku koło Sztokholmu) – austriacki arcyksiążę, syn Karola Stefana Habsburga-Lotaryńskiego i Marii Teresy Habsburg-Toskańskiej, właściciel dóbr żywieckich, pułkownik artylerii cesarskiej i królewskiej armii oraz Wojska Polskiego.

## Służba w c.k. armii
Po zdaniu egzaminu maturalnego rozpoczął w 1907 r. studia w Wojskowej Akademii Technicznej w Wiedniu. Po ich ukończeniu w 1910 r. rozpoczął karierę wojskową w stopniu podporucznika w pułku haubic polowych nr 2 w Wiedniu. Od tego czasu datowała się jego przyjaźń z gen. Franciszkiem Kleebergiem. W 1912 r. został przeniesiony do dywizjonu artylerii konnej nr 2 w Wiedniu, a w następnym roku awansowany na porucznika.
W czasie I wojny światowej walczył najpierw na froncie wschodnim, a następnie w Tyrolu. W 1916 r. dowodził I dywizjonem pułku haubic polowych nr 14. Szybko awansował do stopnia majora, obejmując jesienią 1916 r. dowodzenie pułkiem haubic polowych nr 8. Jesienią 1917 r., awansowany do stopnia pułkownika, został komendantem 23 Brygady Piechoty. Otrzymał także tytuł „oficer przydzielony do Sztabu Generalnego”. Jego oddziałem macierzystym przez cały okres wojny pozostawał dywizjon artylerii konnej nr 2, w 1916 przemianowany na dywizjon artylerii konnej nr 3, a w 1918 na pułk artylerii polowej nr 3 K.

## Służba w Wojsku Polskim
1 lutego 1920 rozpoczął służbę w Wojsku Polskim. 1 maja 1920 powierzono mu obowiązki dowódcy 16 Brygady Artylerii. Był również dowódcą Twierdzy Grudziądz. Walczył w wojnie polsko-bolszewickiej. 1 marca 1921 został formalnie przyjęty do Wojska Polskiego z warunkowym zatwierdzeniem posiadanego stopnia pułkownika artylerii, zaliczony do Rezerwy armii i równocześnie powołany do służby czynnej z dniem 1 lutego 1920.
W 1924 był oficerem rezerwy 21 pułku artylerii polowej zweryfikowanym w stopniu pułkownika ze starszeństwem z dniem 1 czerwca 1919 r. i 2 lokatą na liście starszeństwa oficerów rezerwowych artylerii. Dziesięć lat później zajmował 1 lokatę na liście starszeństwa oficerów pospolitego ruszenia artylerii. Pozostawał w ewidencji Powiatowej Komendy Uzupełnień Żywiec. Był wówczas „przewidziany do użycia w czasie wojny” i posiadał przydział mobilizacyjny do Oficerskiej Kadry Okręgowej nr V w Krakowie.

## Końcowy okres życia
W okresie dwudziestolecia międzywojennego administrował swoim majątkiem. W 1939 r. ponownie zgłosił się do Wojska Polskiego, lecz nie został przyjęty. Po kampanii wrześniowej wrócił do Żywca. W listopadzie 1939 r. został przez Niemców aresztowany i uwięziony w cieszyńskim więzieniu prawie do końca wojny. Przesłuchiwany i torturowany przez Niemców w Krakowie, został sparaliżowany (paraliż połowy ciała) i stracił widzenie w jednym oku. Stanowczo odmówił podpisania niemieckiej listy narodowościowej, a jego majątek trafił pod przymusowy zarząd III Rzeszy. Jego żona Alicja (z pochodzenia Szwedka, wdowa po hr. Ludwiku Badenim) została internowana w Wiśle, utrzymywała tam kontakty najpierw z ZWZ, a potem z AK, za co została odznaczona Krzyżem Walecznych.
Karol Olbracht Habsburg zamieszkał po wojnie w Krakowie. W 1946 r., bardzo schorowany, został przewieziony przez żonę do Szwecji, gdzie zmarł w 1951 r.
Małżeństwo arcyks. Karola Olbrachta według prawa domu habsburskiego nie było małżeństwem osób równego stanu (małżeństwo morganatyczne), dlatego potomstwo z niego zrodzone (używające od 1949 r. przydomka „von Altenburg”) zostało wykluczone z prawa sukcesji tronu austriackiego, wiązało się też z utratą tytułu arcyksiążęcego. Mimo to dla Polaków członkowie tej rodziny nadal pozostają Habsburgami. Jego córka Maria Krystyna mieszkała do śmierci w Żywcu, syn Karol Stefan zawarł w grudniu 2005 r. ugodę z Browarem Żywiec w sporze o prawo do używania herbu rodzinnego Habsburgów.

## Ordery i odznaczenia
- Krzyż Wielki Orderu Odrodzenia Polski (pośmiertnie, 2023)[9]
- Krzyż Wielki Orderu Zasługi Rzeczypospolitej Polskiej (pośmiertnie, 2022)[10].
- Order Odrodzenia Polski III klasy (Polska, 1938)[11]
- Krzyż Walecznych (Polska)[12][13]
- Medal za Wojnę[12]
- Order Złotego Runa (Austria)[12][13][14]
- Order Leopolda III klasy (Austria)[15]
- Order Korony Żelaznej III klasy (Austria)[15]
- Krzyż Zasługi Wojskowej III Klasy z Dekoracją Wojenną (Austria)[15]
- Srebrny Medal Signum Laudis na Wojennej Wstążce (Austria)[15]
- Brązowy Medal Signum Laudis na Wojennej Wstążce (Austria)[15]
- Brązowy Medal Signum Laudis na Pokojowej Wstążce (Austria)[15]
- Krzyż Wojskowy Karola (Austria)[15]
- Krzyż Żelazny I i II klasy (Prusy)[15]
- Order Świętych Cyryla i Metodego I Klasy (Bułgaria)[12][14][15]
- Order Leopolda I klasy (Belgia)[12][14][15]
- Order Osmana I klasy (Turcja)[12][14]
- Złoty Medal Imtiyaz (Turcja)[12][15]
- Medal Wojenny (Turcja)[12][15]
- Order Sławy I klasy (Tunezja)[12][14][15]
- Order Zasługi Wojskowej IV Klasy z Mieczami (Bawaria)[15]
- Order Waleczności II i IV Klasy (Bułgaria)[12][15]
- Krzyż Zasługi Wojskowej II Klasy (Meklemburgia)[15]
- Złota Odznaka Honorowa Ligi Obrony Powietrznej i Przeciwgazowej I stopnia[16]